# Blooming Grove, Texas
Blooming Grove là một thị trấn thuộc quận Navarro, tiểu bang Texas, Hoa Kỳ. Năm 2010, dân số của thị trấn này là 821 người.

## Dân số
- Dân số năm 2000: 833 người.
- Dân số năm 2010: 821 người.